# Lisa Rinna
Lisa Rinna, född 11 juli 1963 i Newport Beach i Kalifornien, är en amerikansk skådespelare.
Rinna, som har italienskt ursprung, fick sitt genombrott i rollen som Taylor McBride i TV-serien Melrose Place där hon medverkade 1996–1998. Hon har också varit med i tv-serien Våra bästa år, där hon spelade Billie Reed redan 1992. Hon är även känd för sin medverkan i reality-serien The Real Housewives of Beverly Hills, där hon var en av huvudrollerna år 2014-2022, säsonger 5-12. Rinna har även skrivit tre böcker: Starlit, The Big Fun Sexy Sex Book och The New York Times bästsäljaren Rinnavation.
Hon föddes i södra Kalifornien men växte från sju års ålder upp i Medford i Oregon. Rinna är gift med skådespelaren Harry Hamlin sedan 1997. Paret har tillsammans två barn, Amelia Gray Hamlin och Delilah Belle Hamlin.

## Filmografi (urval)
- 2001 – Goda råd